# Kersenbuik

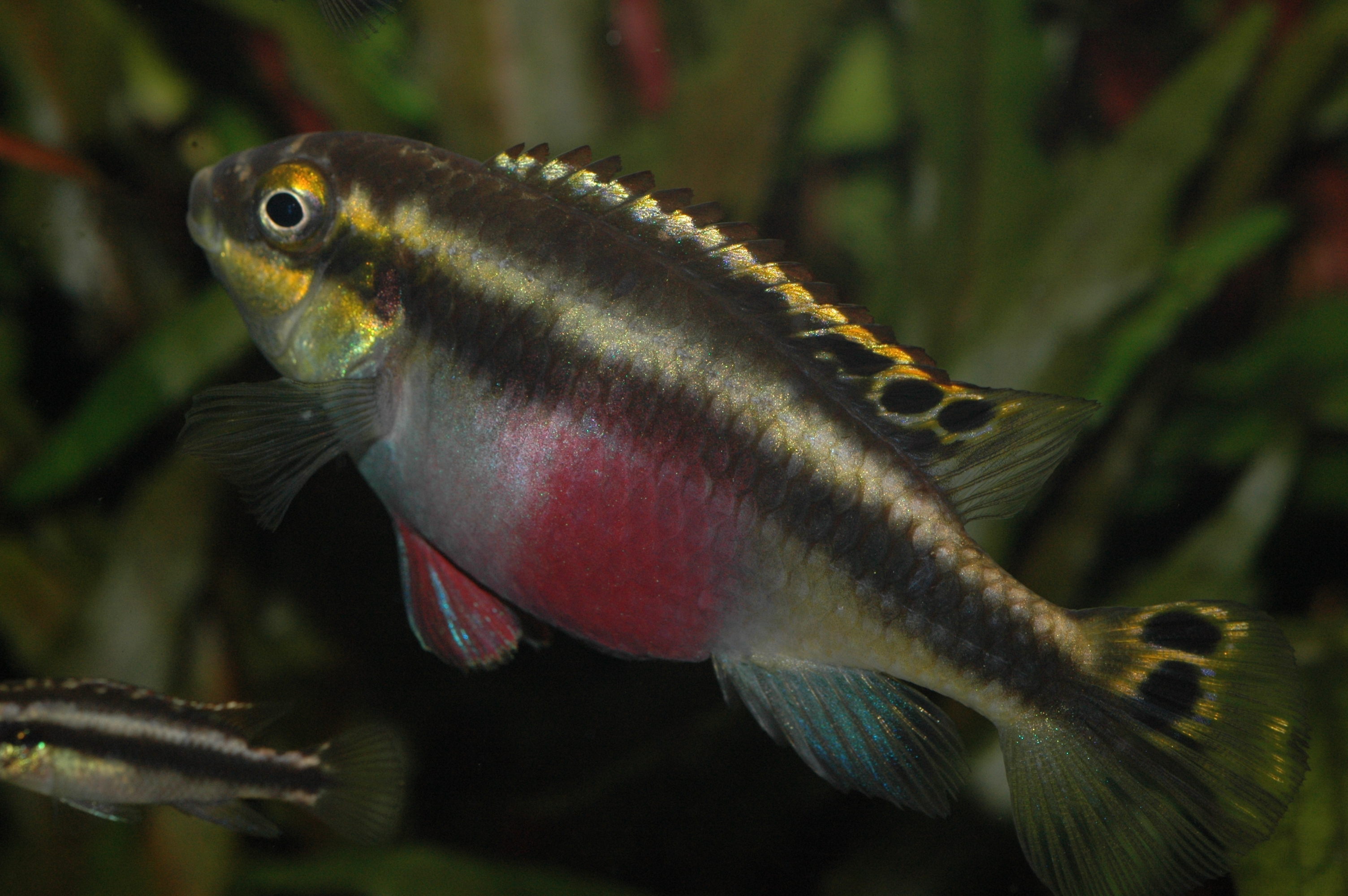
Vrouwtje

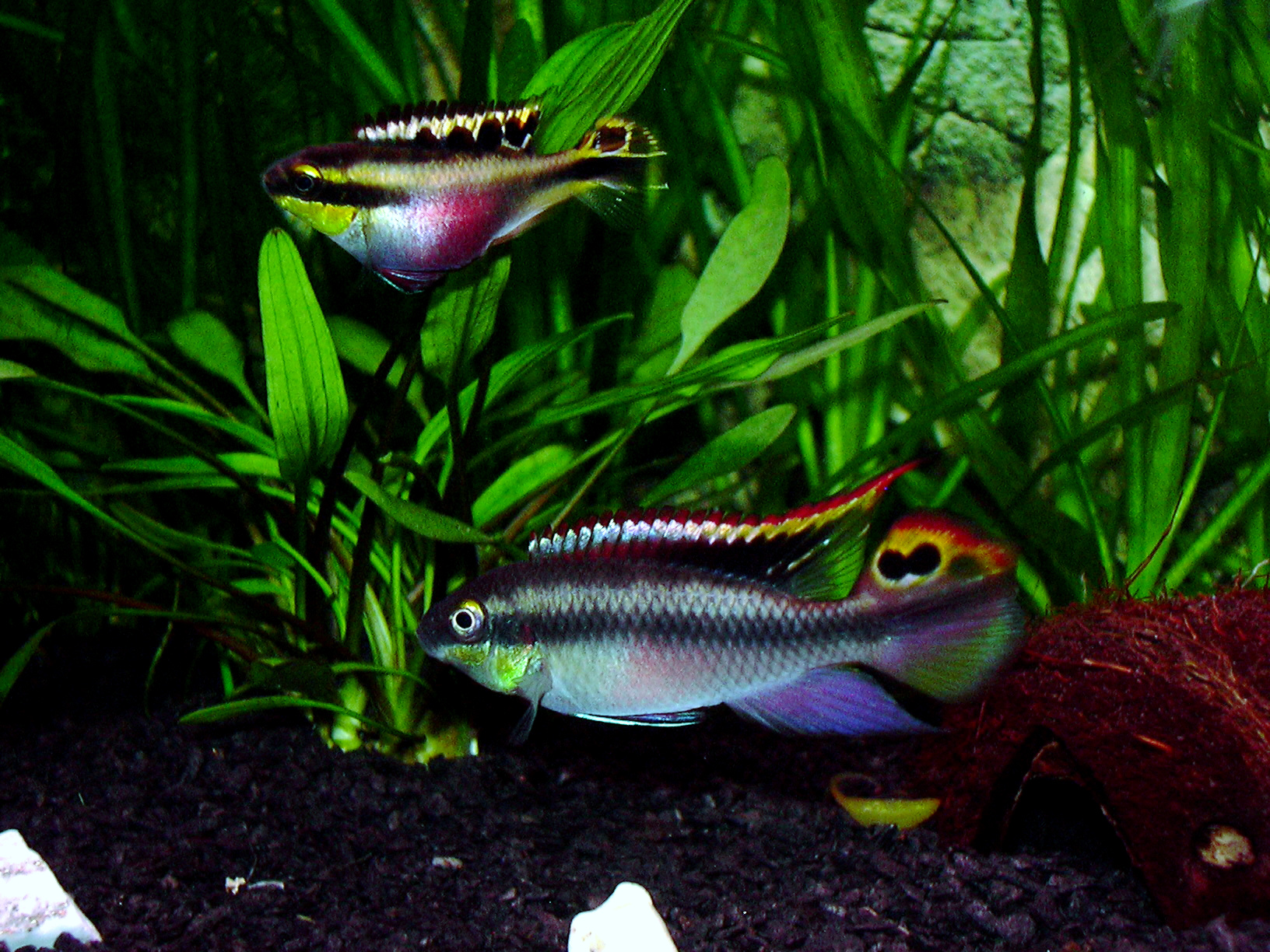
Vrouwtje verleidt het mannetje

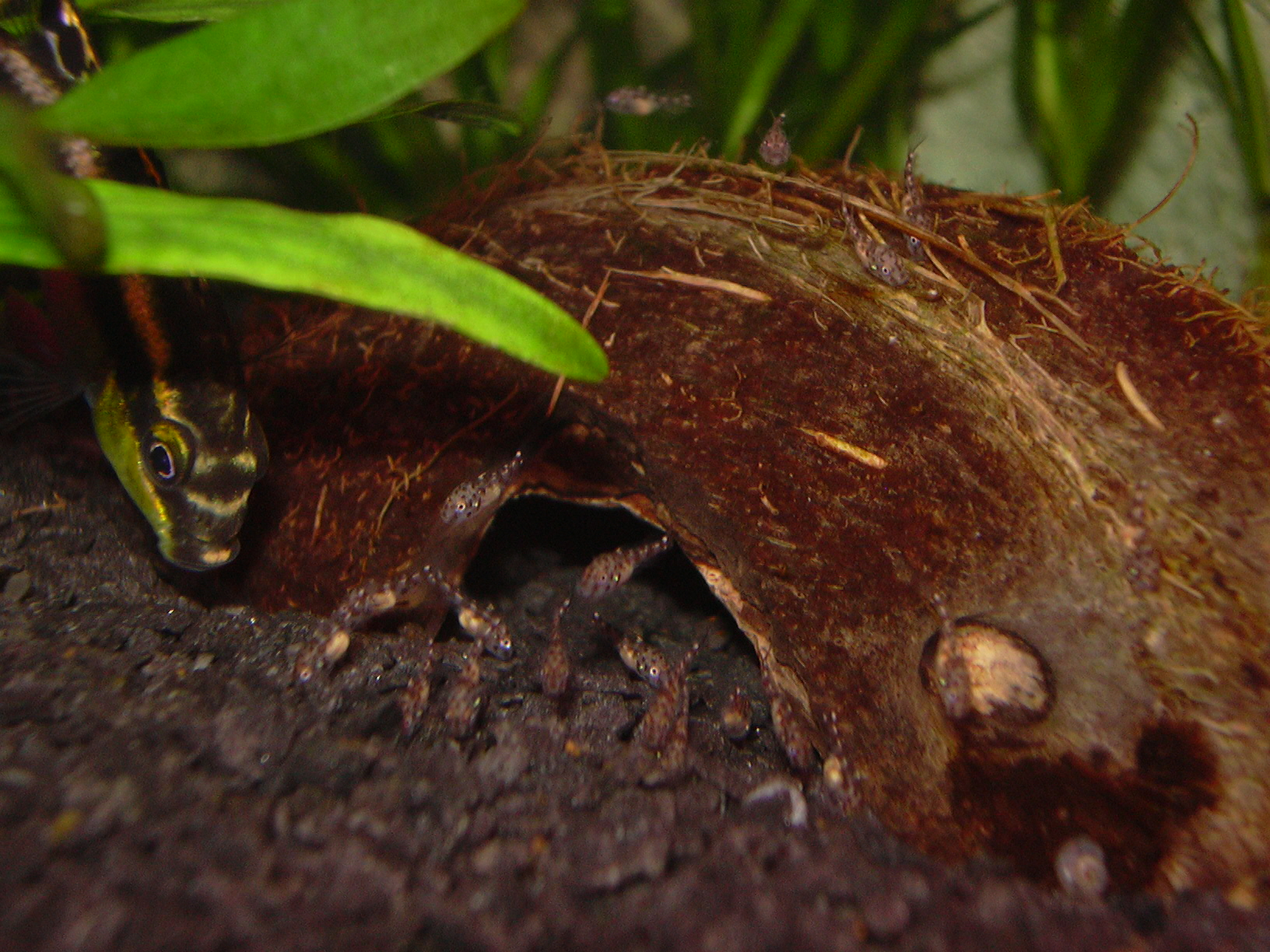
vrouwtje met jongen

De kersenbuik (Pelvicachromis pulcher) is een vis die behoort tot de baarsachtigen (Perciformes) en tot de familie cichliden (Cichlidae). Het is een van de baarsachtigen die een gespecialiseerde vorm van broedzorg kent. De volwassen dieren zorgen voor hun jongen door deze te beschermen.

## Over de kersenbuik
De kersenbuik is een kleurrijke vis die als erg decoratief wordt beschouwd en populair is als exotisch huisdier. De vis kan in een aquarium worden gehouden. Net als andere cichliden kan men ze het best in koppels houden aangezien de vis zeer territoriaal is en agressief tegen soortgenoten. Wanneer er een vrouwtje of mannetje te veel is zal deze letterlijk de dood ingejaagd worden.
Het mannetje wordt 10 centimeter lang terwijl het vrouwtje meestal 2 tot 3 centimeter korter blijft. Het vrouwtje heeft een gouden gloed over haar lichaam, meestal wat meer ogen op haar vin dan het mannetje en op haar buik is de rood/roze vlek goed zichtbaar. Bij het mannetje blijft deze hooguit wazig roze en gaat pas iets feller kleuren wanneer het koppel eitjes en jongen heeft. Het mannetje is te herkennen aan de puntige rugvin en aarsvin. Bij het vrouwtje is deze meer rond van vorm.

## Aquarium
Wanneer men kersenbuikjes in een aquarium wil houden, moet men op een aantal dingen letten:
- Kersenbuikjes hebben graag wat schuilruimte. Het aquarium moet daarom minstens 120 centimeter lang zijn, goed beplant en voorzien van rotsen en schuilplekken zoals een omgekeerd bloempotje of een halve kokosnoot.
- Omdat kersenbuikjes vaak op de bodem naar voedsel zoeken, kan men het beste fijn grind of eventueel zand gebruiken.
- Het kweken van kersenbuikjes gaat het best bij een zuurgraad van 6 tot 6,5, al gaat het bij 7 tot 7,5 ook nog goed. De optimale hardheid van het water is 8 tot 12. De temperatuur van het water moet liggen tussen de 24 en 28 graden Celsius.
- Kersenbuikjes zijn goed te houden in een gezelschapsbak. Ze gedijen het best met rustige vissen van hun eigen lengte of kleiner. Drukke vissen zoals tetra's of andere cichliden zien ze liever niet in hun territorium. Ook al wil men drukkere vissen hebben kan dat, maar dan wordt aangeraden vissen te nemen die redelijk bij de oppervlakte blijven.
- Wanneer kersenbuiken jongen hebben en eitjes worden ze agressiever, en niemand mag in de buurt van de jongen of hun schuilplek komen. Guppys worden letterlijk afgemaakt dus sterke vissen kan een optie zijn. In dit geval kan men het best schooltje sumatraantjes hebben of zwaarddragers.
- Een kersenbuik kan niet met vissen die kleiner zijn dan tetra's.
- Als men een bloempot neemt maak het gat aan de onderkant groter en schuur de rand glad met een schuurpapiertje. Zet de pot vervolgens op de kop in het aquarium waar ze kunnen rusten en hun eitjes afkunnen zetten.

## Eitjes en jongen
Net als bij mensen bouwen kersenbuikjes een relatie met elkaar op voordat ze koppelen en zich voortplanten. Dit kan meerdere weken duren. Er gaat een balts aan de paring vooraf: Het vrouwtje trekt zich helemaal krom in een U-vorm waarop het mannetje gaat sidderen (bibberen). Daarna zorgt het mannetje dat de nestruimte schoon is, zodat het vrouwtje haar eitjes kan afzetten. Als ze haar eitjes heeft afgezet komt het mannetje naar binnen om de eitjes te bevruchten. Dit gebeurt meerdere keren achtereen, omdat het vrouwtje niet in één keer al haar eitjes afzet. Daarna zorgt het vrouwtje voor de eitjes en het mannetje verdedigt het territorium.
Het vrouwtje in het holletje waaiert de eitjes helemaal schoon zodat de beschimmelde verdwijnen en de eitjes vers water hebben. Meestal mag het mannetje het holletje wel inkomen, maar soms is het vrouwtje zodanig agressief dat zelfs hij niet meer toegestaan wordt. In dit geval kunt U het beste andere vissen in de bak hebben zodat het mannetje het territorium verdedigt en minder drang heeft om naar het nestje te gaan. Het vrouwtje kan dan op haar gemak bij haar eitjes blijven. Af en toe komt voor dat kersenbuikjes hun eitjes opeten dan moet het mannetje verhuisd worden. In dat geval hebben ze niet door wat broedzorg inhoudt. Dit gebeurt soms als ze door kwekers van hun ouders zijn gescheiden, meestal gebeurt dit niet. Let op dat u niet de kersenbuikjes per se hoeft te ruilen. Instinctief komen ze na meerdere keren erachter wat broedzorg inhoud. Meestal gaat het de eerste twee, drie keer fout. Wat u wel zou doen, en het vrouwtje erg fijn zou vinden is het mannetje even twee weken verwijderen. Het vrouwtje is nog niet paringsrijp na het leggen van haar eieren en dat duurt een paar weken. Het mannetje heeft dit niet door en kan daarom het vrouwtje erg verwonden of doden.
De eitjes komen na 2 tot 3 dagen uit en worden dan larven. Het kersenbuikje neemt ze in de bek om ze schoon te spoelen en spuugt ze vervolgens weer uit. Dit duurt 4 a 5 dagen en dan zijn de larven uitgegroeid tot kleine visjes. Daarna worden ze enkele weken verzorgd door hun ouders. Soms maar 2 weken, soms 2 maanden lang.
Kersenbuiken krijgen soms wel 60 tot 100 jongen tegelijk.
De jongen kunnen worden gevoed worden met infusiediertjes, fijngemalen vlokvoer of gedroogde Tubifex. Wanneer ze net geboren zijn en als er geen infusiediertjes beschikbaar zijn kan men ook Liquifry no #1 geven. Dit is heel erg klein en de jongen kunnen het in de bek nemen. Pas wanneer ze een week oud zijn is fijngemalen vlokvoer, fijn gemalen Tubifex en dergelijke mogelijk. Afwisseling is goed voor de groei. Na vier maanden zijn ze 3 tot 4 centimeter groot. Na 6 maanden zijn ze volwassen en kunnen ze paren en eigen jongen krijgen.